# Lettino

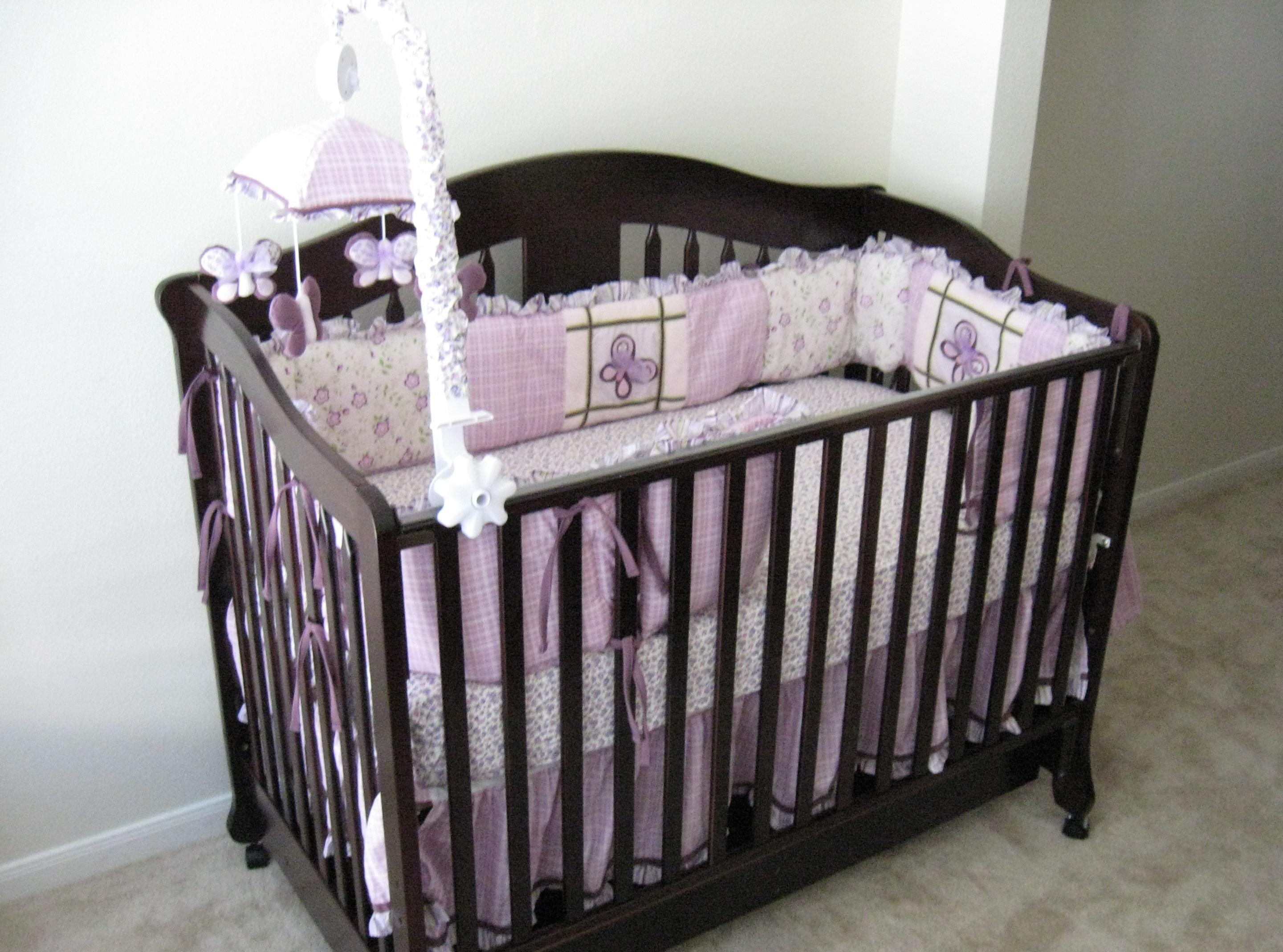

Un lettino, o letto infantile o letto per l'infanzia, è un complemento d'arredo necessario per il riposo di neonati e bambini. 
I lettini sono progettati per contenere un bambino già in grado di camminare da sé: il suo utilizzo è di solito immediatamente successivo alla culla. Il design del lettino impedisce al bambino di uscire o incastrare accidentalmente delle parti del corpo alla struttura.
I letti infantili sono comunemente utilizzati nei paesi assorbiti dall'occidentalizzazione, impiegati dalla maggioranza dei genitori come alternativa alla condivisione di un letto o per cultura.

## Sicurezza
In Europa, la progettazione dei lettini è disciplinata dalla serie di norme tecniche EN 716, divisa nelle due parti EN 716-1 Furniture - Children's cots and folding cots for domestic use - Part 1: Safety requirements e EN 716-2 Furniture - Children's cots and folding cots for domestic use - Part 2: Test methods, recepite in Italia dalle norme UNI EN 716-1 Mobili - Letti e letti pieghevoli ad uso domestico per bambini - Parte 1: Requisiti di sicurezza e UNI EN 716-2 Mobili - Letti e letti pieghevoli ad uso domestico per bambini - Parte 2: Metodi di prova.